# Мидзуно, Наоки
Наоки Мидзуно (яп. 水野 直樹 Мидзуно Наоки) — современный японский историк, специалист по колониальной Корее. Родился в Киото в 1950 году, защитил докторскую диссертацию в 1981-м. Автор многочисленных исследований, посвящённых колониальной Корее, в том числе монографии, посвященной политике смены имён (переведена на корейский язык). Кроме того, принимал участие в составлении русскоязычного сборника «ВКП(б), Коминтерн и Корея. 1918—1941». В настоящее время является деканом гуманитарного факультета Киотского университета.